# Octonaire
Un octonaire est une section de huit lignes dans un poème, une chanson ou un psaume. L'exemple le plus notable se trouve dans le Psaume 118.

## Histoire
Antoine de Chandieu, poète français calviniste du XVIe siècle, en donne un exemple remarquable dans ses Octonaires de la vanité et inconstance du monde publiés en 1583.